# Max Zach
Max Wilhelm Zach (Lviv, Ucraïna, 31 d'agost de 1864 - Saint Louis (Missouri) (Estats Units), 3 de febrer de 1921), va ser un director d'orquestra i violinista d'origen ucraïnès nacionalitzat estatunidenc.
Fill de Heinrich Zach i Julia Deim. La seva educació inicial va ser a les escoles inferiors i mitjanes de Lemberg i la seva primera instrucció musical va ser amb Czerwinski al piano i Bruckmann al violí. Va estudiar al Conservatori de Viena del 1880 al 1886: piano amb Joseph Edler, violí amb Sigismund Bachrich i Jakob Grün, harmonia amb Robert Fuchs i contrapunt i composició amb Franz Krenn. El seu servei militar obligatori es va satisfer del 1883 al 1886 tocant el violí durant tres anys a la banda del trenta-primer regiment de l'exèrcit austríac, en què va assolir el grau de sergent. Va ser violinista solista de l'orquestra regimental i va actuar com a director en diverses ocasions. En acabar la seva formació, va viatjar als Estats Units el 1886.
Després va arribar als Estats Units. Va ser a Boston, Massachusetts, on va començar la seva carrera de trenta-cinc anys en total, convertint-se en el primer violista de la Orquestra Simfônica de Boston (1886–1907) i en el violinista del quartet Adamowski (1889–1906). Va dirigir (amb altres) els concerts "pops" de Boston del 1895 al 1902 i del 1905 al 1907. Amb Emil Mollenhauer, va dirigir la Boston Band a la Louisiana Purchase Exposition de St. Louis (1904). Va ser convidat a convertir-se en director de l'orquestra de la Societat Coral-Simfònica de St. Louis el 1907 quan es va convertir en una orquestra professional. Durant la primera temporada de Zach, el conjunt va canviar el nom de St. Louis SO, va augmentar de 52 a 64 músics i es va convertir en un conjunt disciplinat, això havia començar com un gran desafiament per a ell, ja que el públic no era tan receptiu com a Boston, sinó que també es va enfrontar a la mateixa orquestra, ja que necessitaven un líder. Zach també va augmentar el nombre de concerts de subscripció. Va ser un constructor magistral de programes i va incloure moltes obres modernes als concerts de l'orquestra, entre elles 45 composicions simfòniques de 26 compositors nord-americans i algunes estrenes americanes i mundials; també va presentar el cicle complet de les simfonies de Beethoven i d'altres famosos clàssics.
A partir de llavors Zach es va convertir en el tercer home que hi va dirigir i va portar l'orquestra a la norma, amb el temps van ser reconeguts i aviat van adquirir una reputació nacional. El seu treball i el seu amor per la música van fer que l'Orquestra Simfònica de Saint Louis fos el que és avui. Malauradament, una dent infectada que havia estirat va causar la seva mort prematura el 1921. Va ser en el moment en què els antibiòtics eren inaudits i provocaven que la infecció passés pel torrent sanguini.
Va ser enviat de tornada a Boston per ser enterrat al cementiri de Forest Hills. Va deixar enrere la seva dona de trenta anys, Blanche (Going) Zach, amb qui es va casar el 4 de juliol de 1891 a Boston i van tenir tres fills Leon, Phillip i Eleanor.